# Jim Norton
James "Jim" Norton, född 4 januari 1938 i Dublin, är en irländsk skådespelare.

## Utmärkelser
Norton har bland annat vunnit ett Tony Award för bästa manliga biroll i teater 2008 för The Seafarer.

## Roller i urval
- 1969 – De blodiga sköldarna
- 1971 – Straw Dogs
- 1975 – The Sweeney (TV-serie)
- 1978 – Mot alla vindar (TV-serie)
- 1990 – Dolda fakta
- 1992 – Den osynlige mannen
- 1992 – Hästen från havet
- 1994, 1996 – Babylon 5 (TV-serie)
- 1995, 1998 – Fader Ted (TV-serie)
- 1998 – American History X
- 2001 – Conspiracy of Silence
- 2006 – Driving Lessons
- 2008 – Pojken i randig pyjamas
- 2011 – Extremt högt och otroligt nära
- 2011 – Water for Elephants
- 2016 – The Boy
- 2018 – Mary Poppins kommer tillbaka
- 2021 – Kommissarie Dalgliesh (TV-serie)